# Permeabilität (Materie)
Permeabilität (von lateinisch permeare ‚durchlassen‘, von lateinisch per ‚hindurch‘, und lateinisch meare ‚passieren‘) bezeichnet die Eigenschaft von Schichten kondensierter Materie, andere Materie (Gase und/oder Flüssigkeiten) passieren zu lassen. Sie wird in einigen Bereichen, z. B. der Erdölindustrie, in Darcy angegeben. Werden dünne Schichten unter dem Gesichtspunkt ihrer Permeabilität betrachtet, so werden sie oft als Membranen bezeichnet, wie etwa Biomembranen in biologischen Systemen.
Unterscheidet sich die Durchlässigkeit der betrachteten Schicht für verschiedene Stoffe (z. B. unterschiedliche Gase oder gelöste Stoffe und Lösungsmittel), so spricht man von Semipermeabilität oder selektiver Permeabilität. In der Technik wird diese Eigenschaft beispielsweise in der Dialyse und bei Akkumulatoren genutzt. Auch auf Osmose beruhende technische Prozesse  – zum Beispiel die Meerwasserentsalzung mittels Umkehrosmose – nutzen die selektive Permeabilität.
Beim transmembranösen Flüssigkeitstransport in Lebewesen bestimmt die Membranpermeabilität (etwa als Kapillarpermeabilität) neben dem onkotischen Druck und dem hydrostatischen Druck dessen Ausmaß.
Liegt keine Durchlässigkeit vor, so spricht man von Impermeabilität. Eine unselektive Permeabilität (Durchlässigkeit für alle Stoffe) wird als Omnipermeabilität (lateinisch omni ‚ganz‘, ‚jeder‘, ‚alles‘) bezeichnet, z. B. bei der primären Zellwand von Pflanzen. Diese ist ein durchlässiges Gerüst aus Zellulose, Hemicellulosen und Pektin, unter dem eine semipermeable Zellmembran liegt.
Eine physikalische Einheit für Gasdurchlässigkeit durch dünne Membranen ist der Barrer und für Festkörper das Perm.